# جون جيلكريست (لاعب كرة قدم)
جون جيلكريست (بالإنجليزية: John Gilchrist)‏ (5 سبتمبر 1939 في المملكة المتحدة - 1 أغسطس 1991 في المملكة المتحدة) هو لاعب كرة قدم بريطاني في مركز الظهير. لعب مع تونبريدج أنغلز وكولتشستر يونايتد ونادي فولهام ونادي ميلوول ونادي أردريونيانز وBellshill Athletic F.C. ‏.